# Висящев, Александр Никандрович
Александр Никандрович Висящев (род. 1933) — советский учёный, профессор Иркутского государственного технического университета.
Профессор кафедры электрических станций, сетей и систем, ответственный за курс «Релейная защита и автоматизация», является членом ГЭК по специальности «Электрические станции», осуществляет руководство курсовым и дипломным проектированием, ответственный за НИРС.

## Биография
В 1957 году закончил Новочеркасский политехнический институт по специальности «Электрические станции».
С 1957 по 1978 годы работал в «Иркутскэнерго»: начинал он с рядовой должности в Южных электрических сетях; затем поднялся по карьерной лестнице и стал в «Иркутскэнерго» начальником центральной службы релейной защиты.
С 1978 года по настоящее время работает в Иркутском государственном техническом университете (ИрГТУ):
- с 1978 по 1986 — заведующий кафедрой электрических станций, сетей и систем;
- с 1982 по 1986 — декан энергетического факультета.

В 1970 году защитил кандидатскую диссертацию на тему «Исследование переходных процессов в каскадных трансформаторах тока» в Томском политехническом институте.
В 1971 году утвержден ВАК в ученом звании доцента.
Имеет изданные учебные пособия, в том числе три — Министерства образования Российской Федерации. Висящевым опубликовано более 120 научных работ, получено 15 авторских свидетельств на изобретение и патенты.

## Награды и звания
- Кандидат технических наук.
- «Почетный энергетик».
- «Почетный работник высшего профессионального образования РФ».